# 搜狐视频
搜狐視頻是搜狐推出的在线视频媒体平台，成立于2004年底，前身是搜狐宽频，在中國國內首先實現了用戶匿名UGC上載功能。它同100多個電視台達成戰略合作，目前直播近40個主流的衛視台，並在流動端實現，是目前主流影片網站中唯一一家具備直播功能的影片用戶端。现时为中国五大视频网（优酷、爱奇艺、騰訊視頻、芒果TV）之一。

2014年10月，搜狐視頻收購影片分享網站56網，卻未能將56網的直播業務「我秀」收入囊中。

## 网络剧／电视剧（首播）
不列卫视上星首播同步
- 千山暮雪续集
- 秘密天使
- 猫人女王

- 我的极品是前任／极品女士
- 乐俊凯
- 钱多多炼爱记
- 极品女士第二季

- 三国热
- 屌丝男士第三季
- 水浒学院
- 匆匆那年
- 极品女士第三季

- 执念师第一季
- 屌丝男士第四季
- 无心法师
- 男神执事团
- 极品女士第四季
- 他来了，请闭眼
- 动漫英雄
- 匆匆那年：好久不见

- 示铃录
- 动漫英雄春季版
- 执念师第二季
- 贴身校花
- 若是如此
- 亲爱的，公主病
- 刺客列传
- 大侠日天
- 法医秦明
- 器灵第一季
- 屏里狐
- 学渣少年

- 降龙伏虎小济公第一季
- 学院传说之三生三世桃花缘
- 黄金女保镖
- 谁寄锦书来
- 降龙伏虎小济公第二季
- 神探狄仁杰4
- 林子大了
- 被催眠的催眠师
- 画心师
- 超级小郎中第一季
- 刺客列传之龙血玄黄
- 那一场呼啸而过的青春
- 栀子花开2017
- 非正常事件集
- 大篷车
- 无心法师II
- 亲爱的王子大人
- 贴身校花之君临天夏
- 推理笔记
- 拜见宫主大人
- 无法拥抱的你第一季
- 端脑
- 器灵第二季
- 我叫黄国盛

- 继承者计划
- 无法拥抱的你第二季
- 超级小郎中第二季
- 动物系恋人啊
- 法医秦明2清道夫
- 球王
- 炮灰攻略
- 唐诗三百案
- 我在大理寺当宠物
- 降龙之白露为霜
- 罪案心理小组X
- 重明卫：大明机密

- 奈何BOSS要娶我
- 拜见宫主大人2
- 哈哈健身房
- 上下五千年系列情景剧之姥姥教我弟子规
- 热搜女王
- 荆棘鸟
- 弘孝客栈
- 不知东方既白

- 结婚，你想好了么
- 非黑即白
- 奈何BOSS要娶我第二季
- 我成了他的班主任
- 不过是爱情
- 你好高考
- 你成功引起我的注意了
- 当个大小姐真难
- 又是一年山林绿